# Doña Ana, Novi Meksiko
Doña Ana je neuključeno područje i popisom određeno mjesto u okrugu Doñi Ani u američkoj saveznoj državi Novom Meksiku. 
Prema popisu stanovništva SAD 2010., imala je 1211 stanovnika.

## Zemljopis
Zemljopisni položaj je 32°23′22″N 106°48′50″W / 32.38944°N 106.81389°W (32.3939408, -106.8177140). Prema Uredu SAD-a za popis stanovništva, zauzima 1,66 km2 površine, sve suhozemne.
Dio je metropolitanskog statističkog područja Las Crucesa.

## Povijest
Doña Ana je španjolski za "gospođa Ana" i vjerojatno je ime dano u čast španjolske matrone.

## Promet
Međudržavna cesta br. 25 čini istočni rub naselja, s pristupom na izlaz br. 9. I-25 vodi ka 10 km udaljenom Las Crucesu i sjeverozapadno 33 kilometra udaljenom Hatchu.

## Stanovništvo
Prema podatcima popisa 2000. ovdje je bilo 1379 stanovnika, 447 kućanstava od čega 364 obiteljska, a stanovništvo po rasi bili su 45,8% bijelci, 0,4% "crnci ili afroamerikanci", 1,7% "američki Indijanci i aljaskanski domorodci", 0,5% Azijci, 0,0% "domorodački Havajci i ostali tihooceanski otočani", 47,1% ostalih rasa, 4,5% dviju ili više rasa. Hispanoamerikanaca i Latinoamerikanaca svih rasa bilo je 87,1%.